# Kempenfelt Bay
Koordinaten: 44° 23′ 9″ N, 79° 36′ 52″ W

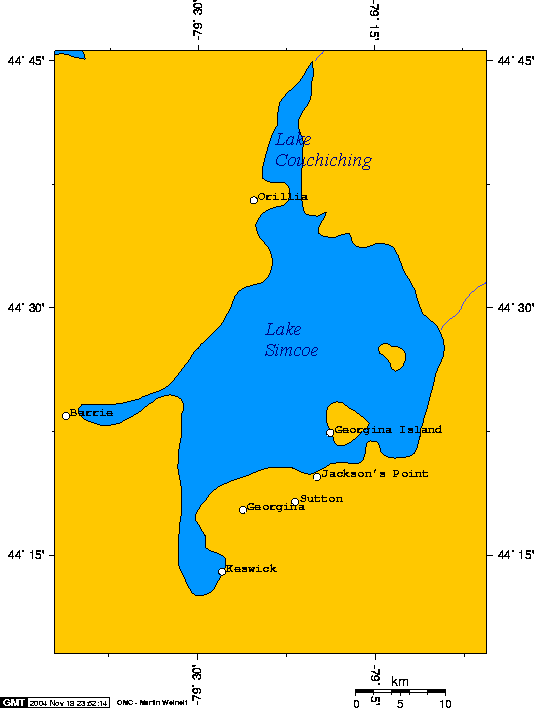
Karte des Lake Simcoe mit Kempenfelt Bay im Westen

Die Kempenfelt Bay ist eine Bucht in der kanadischen Provinz Ontario. Die langgestreckte Bucht liegt am Westufer des Sees Lake Simcoe. Die größte Stadt an der Bucht ist Barrie mit 121.248 Einwohnern.
Einmal im Jahr findet in der Bucht das Kempenfest, ein Kunst- und Handwerksfestival, statt.